# New Sarepta
New Sarepta is een plaats in de Canadese provincie Alberta en telt 410 inwoners (2006).